# NBC Sports
NBC Sports  (рус. фактически — Спорт на NBC) — американское программное подразделение вещательной сети NBC , принадлежащее и управляемое подразделением NBC Sports Group компании NBCUniversal и дочерней компанией Comcast , которая отвечает за спортивные трансляции в сети.

## Трансляции NBC Sports

### Текущие трансляции

#### Футбол
- NBC Sunday Night Football
- Football Night in America
- NFL on NBC (1955 - 1963; 1970 - 1997; 2006 - настоящее)
- Супербоулы: I (вместе с CBS) , III , V , VII, IX, XI, XIII, XV, XVII, XX, XXIII, XXVII, XXVIII, XXX, XXXII, XLIII, XLVI, XLIX, LII, LVI

#### Бейсбол
- MLB on NBC, официально MLB Sunday Leadoff (с мая 2022)

#### Гольф
- Райдер Кап
- Президент Кап
- Открытый чемпионат США по гольфу[2]

##### Олимпийские игры
- Олимпийские игры на NBC (включая Летние и Зимние)

#### Автоспорт
- NASCAR on NBC[3]
- IndyCar Series on NBC (включая Indy 500)[4]

#### Регби
- Чемпионат Мира (2011 , 2015 , 2019)

#### Соккер
- Премьер-Лига на NBC[5]

#### Другие
- Тур де Франс

### Бывшие трансляции

#### Футбол
- Разные колледжские боулы
- CFL на NBC

#### Хоккей на льду
- НХЛ на NBC (1966 , 1972 - 1975 , 1990 - 1994 , 2005 - 2021)[6][7]

#### Автоспорт
- Формула 1 на NBC (2013 - 2017) [8]

#### Соккер
- МЛС на NBC (2012 - 2014)[9]
- Чемпионат мира по футболу (1966 , 1986)

#### Баскетбол
- НБА на NBC (1954 - 1962; 1990 - 2002)
- Чемпионат Мира по баскетболу (2002)

## Известные комментаторы

### Текущие комментаторы

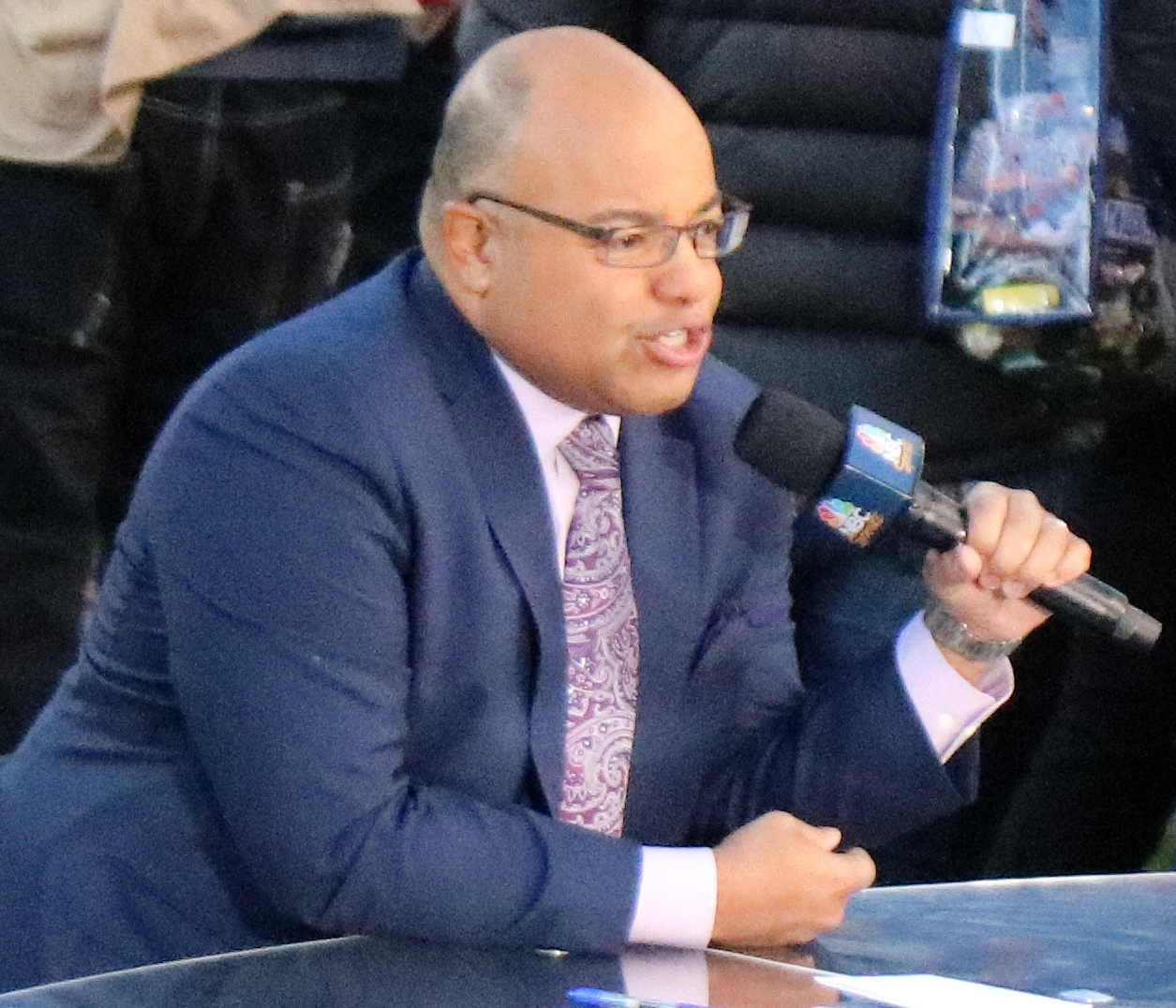
Майк Тирико является экспертом в студии об Олимпийских играх и текущим главным комментатор NBC Sunday Night Football.

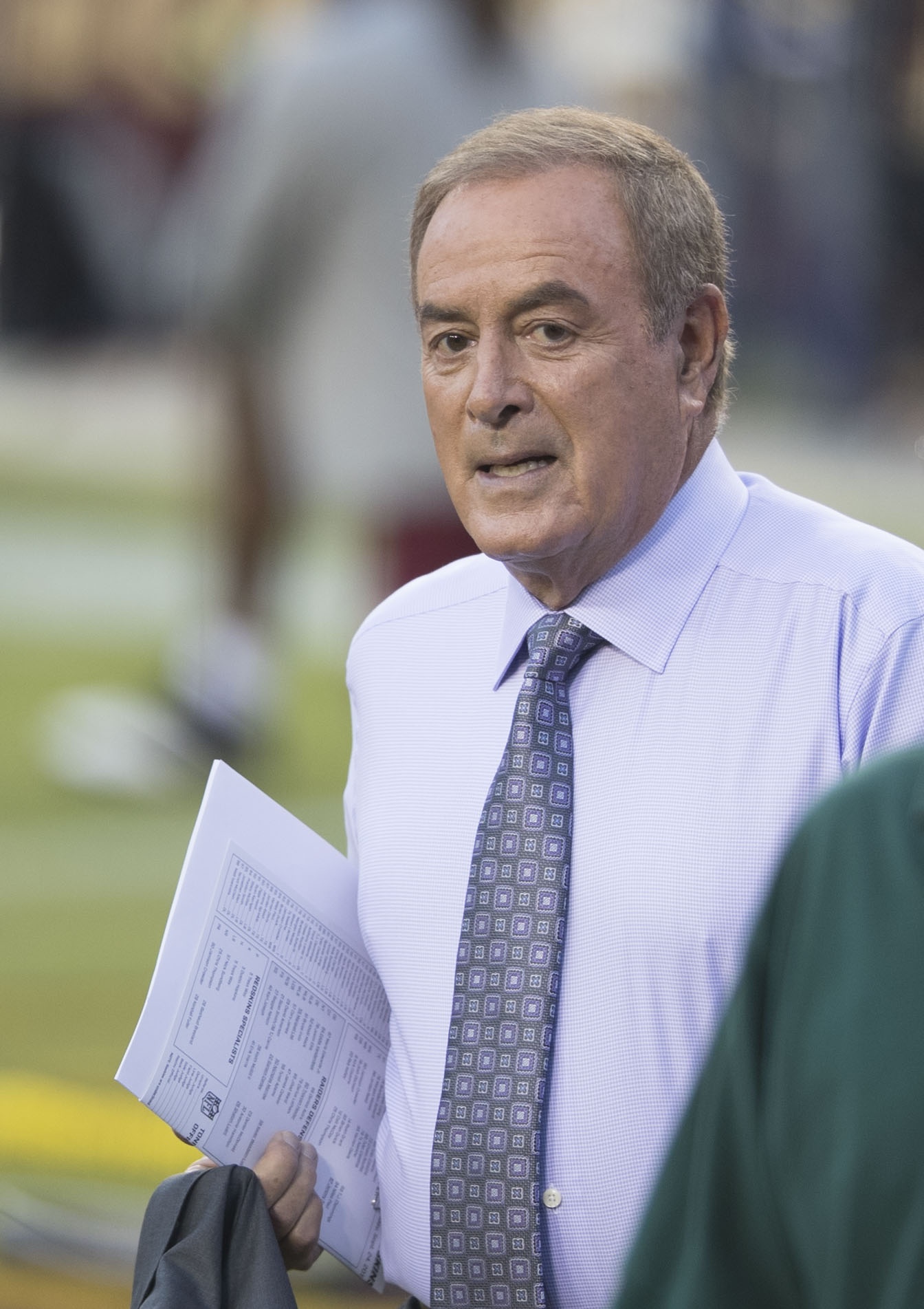
Эл Майклс является бывшим и самым долгим комментатором в истории NBC Sunday Night Football.

- NBC Sunday Night Football - Майк Тирико, Крис Коллинсворт , Терри Маколей , Дрю Брис. Репортеры: Мишель Тафойя , Кэтрин Таппен.
- Олимпийские трансляции NBC - Дэн Хикс , Ли Диффи , Тед Робинсон, Боб Фицджеральд , Терри Гэннон , Кенни Альберт , Арло Уайт, Стив Шлангер , Эл Траутвиг , Тодд Харрис. Репортеры: Андреа Джойс , Мишель Тафойя, Хизер Кокс , Келли Ставаст , Тренни Куснирек , Льюис Джонсон , Стив Сэндс.
- NASCAR на NBC - Рик Аллен , Дэйв Бернс , Ли Диффи, Стив Летарт , Джефф Бертон , Дейл Эрнхардт-младший , Дейл Джарретт , Паркер Клигерман , Брэд Догерти. Репортеры: Марти Снайдер , Келли Ставаст , Дэйв Бернс , Паркер Клигерман , Диллон Уэлч
- IndyCar на NBC - Ли Диффи , Кевин Лии , Пол Трейси , Таунсенд Белл , Эй Джей Аллмендингер . Репортеры: Марти Снайдер , Келли Ставаст , Кевин Ли , Диллон Уэлч , Дэйв Бернс.